# أليغرا هيوستن
أليغرا هيوستن (بالإنجليزية: Allegra Huston) (26 أغسطس 1964، لندن في المملكة المتحدة)؛ كاتِبة، سيناريست وروائية أمريكية. درست في كلية هيرتفورد.

## روابط خارجية
- أليغرا هيوستن على موقع IMDb (الإنجليزية)
- أليغرا هيوستن على موقع أول موفي (الإنجليزية)
- أليغرا هيوستن على موقع قاعدة بيانات الفيلم (الإنجليزية)